# Kanton Clefmont
Kanton Clefmont (fr. Canton de Clefmont) byl francouzský kanton v departementu Haute-Marne v regionu Champagne-Ardenne. Tvořilo ho 17 obcí. Zrušen byl po reformě kantonů 2014.

## Obce kantonu
- Audeloncourt
- Bassoncourt
- Breuvannes-en-Bassigny
- Buxières-lès-Clefmont
- Choiseul
- Clefmont
- Cuves
- Daillecourt
- Longchamp
- Maisoncelles
- Mennouveaux
- Merrey
- Millières
- Noyers
- Perrusse
- Rangecourt
- Thol-lès-Millières